# رمسيس 2 (دبابة)
دبابة رمسيس الثاني هي دبابة قتال رئيسية من طراز تي-55 تم تصميمها واستخدامها من قبل القوات المسلحة المصرية. في البداية أرسلت إرسال دبابة واحدة من طراز تي-54 إلى الولايات المتحدة للتحديث، بعد ذلك تم إرسال النموذج الأولي إلى مصر حيث تم الانتهاء من تجارب واسعة النطاق في أواخر عام 1987، ودخلت الدبابة الإنتاج أخيرًا في عام 2004-2005. وتم تصنيع ما مجموعه 425 وحدة. كانت الدبابة تسمى في الأصل T-54E ("E" تعني "مصر") وتغير اسمها لاحقًا إلى رمسيس الثاني.
في المراحل المبكرة، ركز التحديث بشكل أساسي على تعزيز القوة النارية للدبابة وقدرتها على الحركة فقط، بينما تضمنت المراحل الأخيرة تحسين مستوى الحماية أيضًا. تم تعديل هيكل الدبابة لاستيعاب المحرك الجديد الذي كان له قواسم مشتركة كبيرة مع المحرك المستخدم في M60A3 (أكبر دبابة قتال رئيسية في الخدمة المصرية النشطة)، ونتيجة لذلك تمت إضافة عجلة طريق إضافية. الدبابة مسلحة بنفس المدفع الرئيسي الذي تستخدمه دبابة M60A3 المصرية، بالإضافة إلى نظام متطور للتحكم في النيران.

## تاريخ التطوير
في نوفمبر 1984، حصلت شركة (TCM) Teledyne Continental Motors (التي استحوذت عليها شركة General Dynamics Land Systems) في الولايات المتحدة على عقد لتطوير قوة النيران لدبابة T-54 واحدة. كانت تُسمى في الأصل T-54E ولكن تم تغيير إسمها لاحقًا إلى رمسيس الثاني. تم إرسال أول نموذج أولي لرمسيس الثاني إلى مصر بعد التطوير من أجل تجارب مكثفة للقوة النارية والتنقل في يناير 1987 وتم الإنتهاء منها في أواخر عام 1987. في أواخر عام 1989، وقعت مصر اتفاقية مساعدة فنية مع TCM لدعم الاختبار المصري المستمر لرمسيس ٢، مع بدء الاختبار في صيف عام 1990. دخلت الدبابة أخيرًا مرحلة الإنتاج / التحويل في 2004-2005 مع 260 وحدة معدلة حتى الآن من مخزون T-54 المتوفر في ترسانة الجيش المصري.

## نظام النار
تم تركيب نظام التحكم بالنيران بالليزر SABCA Titan Mk I والذي يتضمن:
- عدسة Avimo TL10-T مُعدلة تشتمل على جهاز تحديد المدى بالليزر.
- شاشة عرض رسومية أبجدية رقمية CRT داخل العدسة.
- معالج سابكا الرقمي المزدوج الأصلي.
- عدسة ليلية بمنظار تكثيف.
- نظام اتصالات جديد

## التسليح
- مدفع رئيسي من عيار 105 مم.
- x1 رشاش 12.7مم
- x1 رشاش 7.62مم
- x1 رشاش 12.7مم
- x2 أربع قاذفات قنابل دخانية

## الذخيرة
- 48 قذيفة من عيار 105 مم.
- 700 طلقة من عيار 12.7 مم.
- 4500 طلقة من عيار 7.62 مم.
- 8 قنابل دخان.

## المستخدمون
- مصر